# RIOJA-1
RIOJA-1 fue un sistema de cable de telecomunicaciones submarino que conectaba España con el Reino Unido a través del océano Atlántico.
Tenía puntos de amarre en:
- Santander, España
- Cornualles, Reino Unido

Fue retirado del servicio el 13 de octubre de 2006.